# Тигвени (Ратешти)
Тигвени (рум. Tigveni) насеље је у Румунији у округу Арђеш у општини Ратешти. Oпштина се налази на надморској висини од 222 m.

## Становништво
Према подацима из 2011. године у насељу је живело 555 становника.